# Úszás az 1924. évi nyári olimpiai játékokon
Az 1924. évi nyári olimpiai játékok úszóversenyein tizenegy versenyszámban avattak olimpiai bajnokot. Ezen az olimpián hosszú időre véglegessé vált az úszás programja, a műsor legközelebb az 1956. évi olimpián bővült a pillangóúszás számaival.

## Éremtáblázat
(A táblázatokban a magyar csapat eltérő háttérszínnel, az egyes számoszlopok legmagasabb értéke, vagy értékei vastagítással kiemelve.)
| Az 1924. évi nyári olimpiai játékok éremtáblázata úszásban | Az 1924. évi nyári olimpiai játékok éremtáblázata úszásban | Az 1924. évi nyári olimpiai játékok éremtáblázata úszásban | Az 1924. évi nyári olimpiai játékok éremtáblázata úszásban | Az 1924. évi nyári olimpiai játékok éremtáblázata úszásban | Olimpia  |
| ---------------------------------------------------------- | ---------------------------------------------------------- | ---------------------------------------------------------- | ---------------------------------------------------------- | ---------------------------------------------------------- | -------- |
|                                                            | Ország                                                     | Arany                                                      | Ezüst                                                      | Bronz                                                      | Összesen |
| 1.                                                         | Egyesült Államok (USA)                                     | 9                                                          | 5                                                          | 5                                                          | 19       |
| 2.                                                         | Nagy-Britannia (GBR)                                       | 1                                                          | 2                                                          | 1                                                          | 4        |
| 3.                                                         | Ausztrália (AUS)                                           | 1                                                          | 1                                                          | 2                                                          | 4        |
|                                                            |                                                            |                                                            |                                                            |                                                            |          |
| 4.                                                         | Svédország (SWE)                                           | 0                                                          | 2                                                          | 2                                                          | 4        |
| 5.                                                         | Belgium (BEL)                                              | 0                                                          | 1                                                          | 0                                                          | 1        |
|                                                            |                                                            |                                                            |                                                            |                                                            |          |
| 6.                                                         | Magyarország (HUN)                                         | 0                                                          | 0                                                          | 1                                                          | 1        |
|                                                            |                                                            |                                                            |                                                            |                                                            |          |
| Összesen                                                   | Összesen                                                   | 11                                                         | 11                                                         | 11                                                         | 33       |

## Férfi
Férfi úszásban hat – öt egyéni és egy váltó – versenyszámot írtak ki. A legeredményesebb férfi úszó, az egyesült államokbeli Johnny Weissmuller három aranyérmet nyert.

### Éremtáblázat
| Az 1924. évi nyári olimpiai játékok éremtáblázata férfi úszásban | Az 1924. évi nyári olimpiai játékok éremtáblázata férfi úszásban | Az 1924. évi nyári olimpiai játékok éremtáblázata férfi úszásban | Az 1924. évi nyári olimpiai játékok éremtáblázata férfi úszásban | Az 1924. évi nyári olimpiai játékok éremtáblázata férfi úszásban | Olimpia  |
| ---------------------------------------------------------------- | ---------------------------------------------------------------- | ---------------------------------------------------------------- | ---------------------------------------------------------------- | ---------------------------------------------------------------- | -------- |
|                                                                  | Ország                                                           | Arany                                                            | Ezüst                                                            | Bronz                                                            | Összesen |
| 1.                                                               | Egyesült Államok (USA)                                           | 5                                                                | 2                                                                | 2                                                                | 9        |
| 2.                                                               | Ausztrália (AUS)                                                 | 1                                                                | 1                                                                | 2                                                                | 4        |
| 3.                                                               | Svédország (SWE)                                                 | 0                                                                | 2                                                                | 1                                                                | 3        |
| 4.                                                               | Belgium (BEL)                                                    | 0                                                                | 1                                                                | 0                                                                | 1        |
| 5.                                                               | Magyarország (HUN)                                               | 0                                                                | 0                                                                | 1                                                                | 1        |
|                                                                  |                                                                  |                                                                  |                                                                  |                                                                  |          |
| Összesen                                                         | Összesen                                                         | 6                                                                | 6                                                                | 6                                                                | 18       |

### Érmesek
- WR – világrekord
- OR – olimpiai rekord

| Az 1924. évi nyári olimpiai játékok érmesei férfi úszásban | |         | |         | |         |
| Versenyszám                                                | Arany | Arany   | Ezüst                                                                                                 | Ezüst   | Bronz                                                                                                  | Bronz   |
| 100 m gyors                                                | Johnny Weissmuller · Egyesült Államok (USA)                                                               | 59,0    | Duke Kahanamoku · Egyesült Államok (USA)                                                              | 1:01,4  | Samuel Kahanamoku · Egyesült Államok (USA)                                                             | 1:01,8  |
| 400 m gyors                                                | Johnny Weissmuller · Egyesült Államok (USA)                                                               | 5:04,2  | Arne Borg · Svédország (SWE)                                                                          | 5:05,6  | Andrew Charlton · Ausztrália (AUS)                                                                     | 5:06,6  |
| 1500 m gyors                                               | Andrew Charlton · Ausztrália (AUS)                                                                        | 20:06,6 | Arne Borg · Svédország (SWE)                                                                          | 20:41,4 | Frank Beaurepaire · Ausztrália (AUS)                                                                   | 21:48,4 |
| 100 m hát                                                  | Warren Kealoha · Egyesült Államok (USA)                                                                   | 1:13,2  | Paul Wyatt · Egyesült Államok (USA)                                                                   | 1:15,4  | Bartha Károly · Magyarország (HUN)                                                                     | 1:17,8  |
| 200 m mell                                                 | Robert Skelton · Egyesült Államok (USA)                                                                   | 2:56,6  | Joseph de Combe · Belgium (BEL)                                                                       | 2:59,2  | William Kirshbaum · Egyesült Államok (USA)                                                             | 3:01,0  |
| 4 × 200 m gyorsváltó                                       | Egyesült Államok (USA) · Ralph Breyer · Harry Glancy · Wally O’Connor · Johnny Weissmuller · Dick Howell* | 9:53,4  | Ausztrália (AUS) · Andrew Charlton · Moss Christie · Frank Beaurepaire · Ernest Henry · Ivan Stedman* | 10:02,2 | Svédország (SWE) · Arne Borg · Åke Borg · Orvar Trolle · Georg Werner · Thor Henning* · Gösta Persson* | 10:06,8 |

* - a versenyző csak az előfutamban vett részt, így nem kapott érmet

## Női
Női úszásban öt – négy egyéni és egy váltó – versenyszámot írtak ki. A legeredményesebb női úszó, az egyesült államokbeli Ethel Lackie két aranyérmet nyert.

### Éremtáblázat
| Az 1924. évi nyári olimpiai játékok éremtáblázata női úszásban | Az 1924. évi nyári olimpiai játékok éremtáblázata női úszásban | Az 1924. évi nyári olimpiai játékok éremtáblázata női úszásban | Az 1924. évi nyári olimpiai játékok éremtáblázata női úszásban | Az 1924. évi nyári olimpiai játékok éremtáblázata női úszásban | Olimpia  |
| -------------------------------------------------------------- | -------------------------------------------------------------- | -------------------------------------------------------------- | -------------------------------------------------------------- | -------------------------------------------------------------- | -------- |
|                                                                | Ország                                                         | Arany                                                          | Ezüst                                                          | Bronz                                                          | Összesen |
| 1.                                                             | Egyesült Államok (USA)                                         | 4                                                              | 3                                                              | 3                                                              | 10       |
| 2.                                                             | Nagy-Britannia (GBR)                                           | 1                                                              | 2                                                              | 1                                                              | 4        |
| 3.                                                             | Svédország (SWE)                                               | 0                                                              | 0                                                              | 1                                                              | 1        |
|                                                                |                                                                |                                                                |                                                                |                                                                |          |
| Összesen                                                       | Összesen                                                       | 5                                                              | 5                                                              | 5                                                              | 15       |

### Érmesek
| Az 1924. évi nyári olimpiai játékok érmesei női úszásban |                                                                                                   |           |                                                                                          |        |                                                                                   |        |
| Versenyszám                                              | Arany                                                                                             | Arany     | Ezüst                                                                                    | Ezüst  | Bronz                                                                             | Bronz  |
| 100 m gyors                                              | Ethel Lackie · Egyesült Államok (USA)                                                             | 1:12,4    | Mariechen Wehselau · Egyesült Államok (USA)                                              | 1:12,8 | Gertrude Ederle · Egyesült Államok (USA)                                          | 1:14,2 |
| 400 m gyors                                              | Martha Norelius · Egyesült Államok (USA)                                                          | 6:02,2 OR | Helen Wainwright · Egyesült Államok (USA)                                                | 6:03,8 | Gertrude Ederle · Egyesült Államok (USA)                                          | 6:04,8 |
| 100 m hát                                                | Sybil Bauer · Egyesült Államok (USA)                                                              | 1:23,2 OR | Phyllis Harding · Nagy-Britannia (GBR)                                                   | 1:27,4 | Aileen Riggin · Egyesült Államok (USA)                                            | 1:28,2 |
| 200 m mell                                               | Lucille Morton · Nagy-Britannia (GBR)                                                             | 3:33,2    | Agnes Geraghty · Egyesült Államok (USA)                                                  | 3:34,0 | Gladys Carson · Nagy-Britannia (GBR)                                              | 3:35,4 |
| 4 × 100 m gyors                                          | Egyesült Államok (USA) · Euphrasia Donnelly · Gertrude Ederle · Ethel Lackie · Mariechen Wehselau | 4:58,8 WR | Nagy-Britannia (GBR) · Florence Barker · Constance Jeans · Grace MacKenzie · Iris Tanner | 5:17,0 | Svédország (SWE) · Aina Berg · Gurli Ewerlund · Wivian Pettersson · Hjördis Töpel | 5:35,6 |

## Magyar részvétel
Az olimpián hat úszó – öt férfi és egy nő – képviselte Magyarországot. Ez volt az első nyári olimpia, amelyen magyar női úszó is részt vett. A magyar úszók összesen egy harmadik helyezést szereztek és ezzel négy olimpiai pontot szereztek. Ez egy ponttal kevesebb, mint a magyar csapat ezt megelőző olimpiai szereplésekor elért eredmény.
A magyar úszók a következő táblázat szerinti versenyszámokban indultak. A sportoló neve után zárójelben szerepel az elért helyezés (ha megállapították) és az időeredmény.
| Magyar részvétel az 1924. évi nyári olimpiai játékok úszóversenyein |                                                                        |                      |
| versenyszám                                                         | férfi úszás                                                            | női úszás            |
| 100 m gyors                                                         | Bárány István (1:08,4)                                                 | –                    |
| 100 m hát                                                           | Bartha Károly (3. – 1:17,8)                                            | –                    |
| 200 m mell                                                          | Bitskey Zoltán (3:09,2) Hollósi Frigyes (3:05,0) Sipos Márton (3:09,8) | Molnár Ella (3:39,8) |